# Cordillera Yunling
La cordillera Yunling (chino: t 雲嶺, s 云岭, p Yúnlǐng, lit. "Picos Nublados") son una cordillera con orientación norte-sur en la provincia de Yunnan. Anteriormente se transcribió como el Yun Ling y la cordillera Yun-ling y son la fuente del nombre de la provincia.
La reserva natural de la cordillera Yunling en el condado de Lanping, prefectura de Nujiang, es parte del área protegida de los Tres ríos paralelos de Yunnan y el hábitat de un animal en peligro de extinción, langur negro de nariz chata.